# مری کولتر
مری الیزابت جین کولتر (۴ آوریل ۱۸۶۹ – ۸ ژانویه ۱۹۵۸) معمار و طراح آمریکایی بود. مری یکی از معدود معماران زن آمریکایی در زمان خود بود. او طراح بسیاری از ساختمان‌ها و فضاهای شاخص برای شرکت فرد هاروی و راه‌آهن سانتافه، به ویژه در پارک ملی گراند کانیون بود. کار او تأثیر زیادی داشت زیرا او به ایجاد سبکی کمک کرد و معماری احیای استعماری اسپانیا و احیای مأموریت را با نقوش بومیان آمریکا و عناصر روستایی ترکیب کرد که در سراسر جنوب غربی رایج شد. کولتر یک معمار کمال گرا بود که یک عمر از دیدگاه زیبایی شناختی خود در زمینه ای عمدتاً تحت تسلط مردان دفاع کرد.

## سنین جوانی و تحصیل
مری کولتر در پیتسبورگ، پنسیلوانیا به دنیا آمد. خانواده او قبل از اقامت در سنت پل، مینه‌سوتا، زمانی که مری یازده ساله بود، به کلرادو و تگزاس نقل مکان کردند. در سال ۱۸۸۰ شهر سنت پل دارای جمعیتی بالغ بر ۴۰۰۰۰ نفر و جمعیت اقلیت زیادی از سرخپوستان سیوکس بود. یکی از دوستانش چند نقاشی از هنر سیو به او داد. این نقطه ای است که شیفتگی او به فرهنگ‌های بومی آمریکا آغاز شد. جامعه سرخپوستان پس از آن توسط یک اپیدمی آبله ویران شد، بنابراین مادرش سعی کرد همه چیزهای بومیان آمریکایی را که در اختیار داشتند، بسوزاند از ترس اینکه خانواده او را بیمار کند. اما مری آن نقاشی‌ها را از مادرش پنهان کرد و از سوختن آنها جلوگیری کرد. ماری نیز همین نقاشی‌های سیوکس را تا آخر عمرش نگه داشت. در آنجا در سال ۱۸۸۳ در سن ۱۴ سالگی از دبیرستان فارغ‌التحصیل شد. پس از مرگ پدرش در سال ۱۸۸۶، کولتر تا سال ۱۸۹۱ در مدرسه طراحی کالیفرنیا (در حال حاضر مؤسسه هنر سانفرانسیسکو) شرکت کرد که او هنر و طراحی را مطالعه کرد. او سپس به سنت پل نقل مکان کرد و برای چند سال به تدریس هنر، نقشه‌کشی و معماری پرداخت.  کولتر به مدت پانزده سال در دبیرستان هنر تدریس کرد.

## حرفه

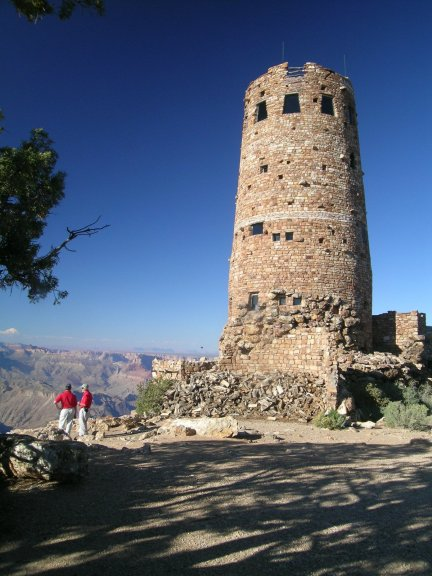
برج دیده‌بانی نمای کویر (۱۹۳۲) پارک ملی گراند کانیون حاشیه جنوبی

طبق یک حساب، در سال ۱۹۰۱، مینی هاروی هاکل به کولتر کمک کرد تا یک شغل تابستانی با شرکت فرد هاروی خانواده اش (اپراتور رستوران‌های معروف هاروی هاوس ایستگاه راه‌آهن) پیدا کند، و ساختمان هندی‌ها در هتل آلوارادو در آلبوکرکی (از زمان تخریب) تزئین شد.
کولتر در سال ۱۹۱۰ کار تمام وقت برای شرکت را آغاز کرد و از یک طراح داخلی به معمار تبدیل شد. برای ۳۸ سال بعد، کولتر به عنوان معمار ارشد و دکوراتور برای شرکت فرد هاروی خدمت کرد. کولتر به‌عنوان یکی از معدود معماران زن کشور - و مسلماً برجسته‌ترین - در شرایط اغلب ناهموار برای تکمیل ۲۱ هتل برجسته، اقامتگاه تجاری و فضاهای عمومی برای شرکت فرد هاروی کار کرد که در آن زمان توسط پسران بنیانگذار اداره می‌شد.
فرد هاروی غرب را در امتداد مسیر اصلی سانتافه از طریق استفاده استراتژیک از بهره‌وری رستوران، زنان جوان تمیز و زیبا، گردشگری سطح بالا و سوغاتی‌های با کیفیت توسعه داد. مردم شناسان کارکنان او جذاب‌ترین هنر بومی آمریکا و مصنوعاتی مانند سفال، جواهرات، و کارهای چرمی را پیدا کردند. بازرگانان او کالاهایی را بر اساس آن مصنوعات طراحی می‌کردند. و در مکان‌های استراتژیک، کولتر معماری تجاری با دکور خیره‌کننده، بر اساس برخی نگرانی‌ها برای اصالت، پلان‌های طبقه‌بندی شده برای تجربه کاربری خوب و عملکرد تجاری، و حس بازیگوشی از درون و بیرون دراماتیک تولید کرد.
راه‌آهن سانتافه در سال ۱۹۲۵ هتل لافوندا را در میدان شهر قدیمی سانتافه، نیومکزیکو خریداری کرد و آن را به شرکت هاروی اجاره داد تا کار کند. برای یک توسعه بزرگ، کولتر وظیفه طراحی و دکوراسیون داخلی را بر عهده گرفت. او هنرمندان و صنعتگران را از پوئبلوهای مجاور برای ساخت مبلمان استخدام کرد. سبک‌های بومی آمریکا در لوسترهای دست‌ساز، وسایل روشنایی مسی و قلعی، کاشی‌ها و منسوجات و سایر تزئینات به کار گرفته می‌شد. لافوندا موفق‌ترین هتل هاروی هاوس شد. ترکیب شگفت‌انگیز مردم پوئبلو و تأثیرات هنری اسپانیایی که امروزه در محلی به سبک سانتافه معروف است، در سراسر منطقه بسیار محبوب شد.

## ساختمان‌های گرند کانیون

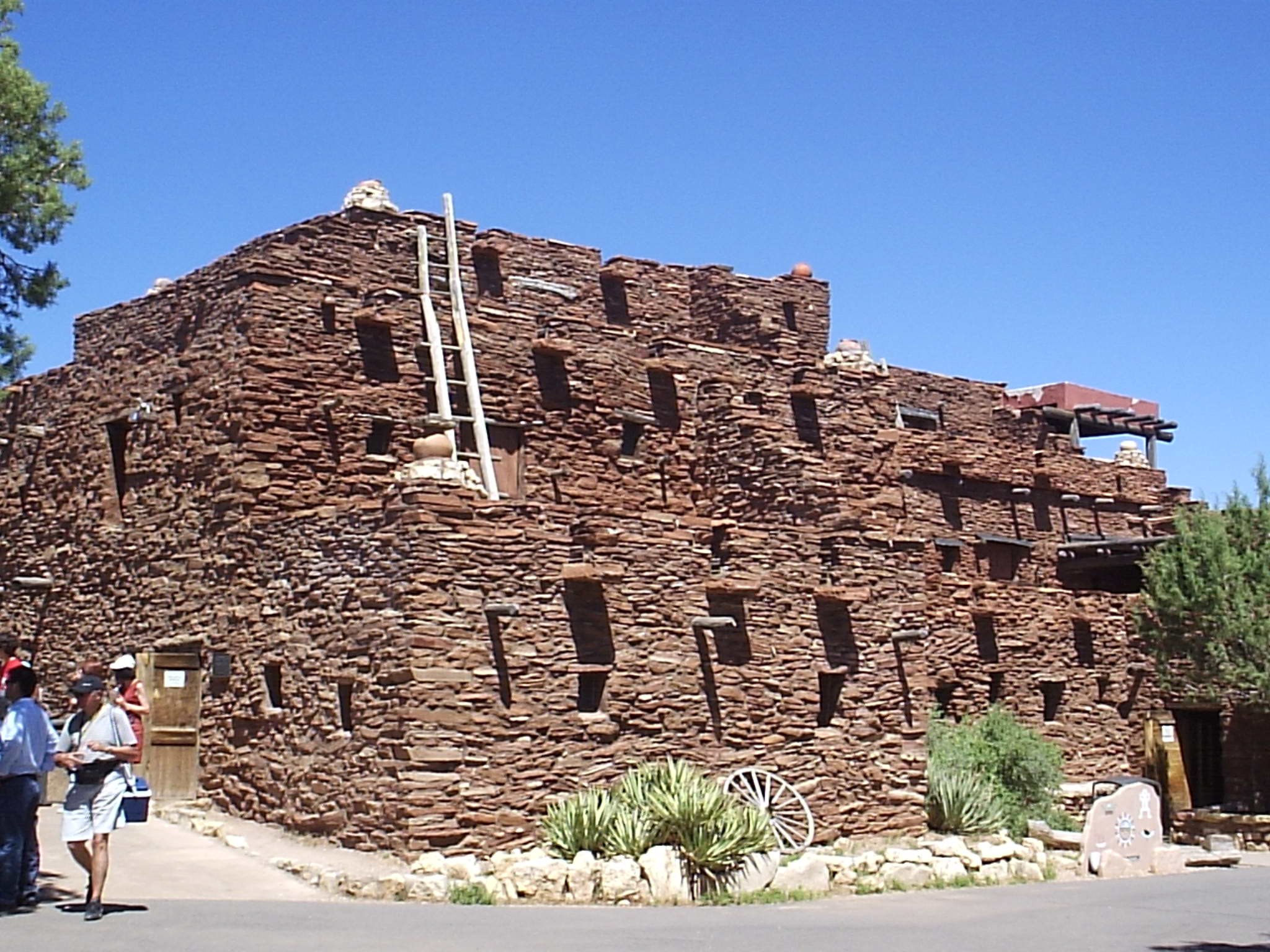
خانه هوپی (۱۹۰۵)

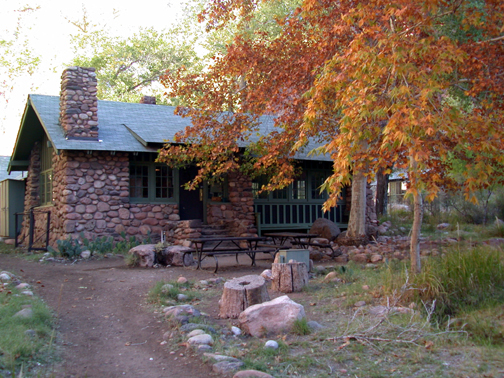
غذاخوری فانتوم رنچ پرطرفدار که در پایین گراند کانیون ساخته شده‌است

کولتر مجموعه ای از آثار قابل توجه را در پارک ملی گراند کانیون، عمدتاً در حاشیه جنوبی خلق کرد: خانه هوپی در سال ۱۹۰۵، استودیوی دیدبانی رصدخانه و استراحت هرمیت ۱۹۱۴ و برج دیده‌بان نمای کویر در سال ۱۹۳۲، ۷۰ فوت (۲۱ متر) برج صخره‌ای با ساختار فولادی پنهان، و همچنین مجموعه کلبه فرشته روشن در سال ۱۹۳۵، و ساختمان‌های فانتوم رنچ ۱۹۲۲ در پایین دره. کولتر هتل ال تووار پارک را نیز تزئین کرد، اما طراحی نکرد. در سال ۱۹۸۷، ساختمان‌های مری جین کولتر، به عنوان یک گروه، به عنوان یک بنای تاریخی ملی در فهرست قرار گرفتند. (او همچنین سالن ویکتور ۱۹۳۶ را برای مردان و سالن کولتر در سال ۱۹۳۷، خوابگاهی برای کارمندان زن فرد هاروی طراحی کرد)
کولتر با معماریز، معماری بازسازی استعماری اسپانیا، معماری مأموریت احیاء، استریم‌لاین مدرن، صنعتگر آمریکایی و جنبش هنر و پیشه کار می‌کرد، که اغلب چندین مورد را با هم ترکیب می‌کند. کار کولتر الهام بخش سبک پوبلو دکو است.
شرکت هاروی در سال ۱۹۲۲ امتیاز راه اندازی یک کمپ در پایین گراند کانیون را گرفت. با توجه به موقعیت مکانی فانتوم رنچ، استفاده کولتر از سنگ مزرعه و چوب تراش خورده در محل، تنها مورد عملی برای ساختمانهای دائمی که جایگزین چادرها شده بودند در نظر گرفته شد. در سال‌های بعد، این اثر نوآورانه به مدلی واقعی برای ساختارهای بعدی خدمات پارک ملی و سازمان‌های سازمان حفاظت غیرنظامی تبدیل شد، که بر ظاهر و احساس یک ژانر کامل از پارکینگ، که اغلب خدمات پارک ملی روستایی نامیده می‌شود، تأثیر گذاشت. سازه‌های او در گراند کانیون، سابقه استفاده از مواد در محل و عناصر طراحی جسورانه و در مقیاس بزرگ را ایجاد کرد.
او برای لج فرشته روشن خود در حاشیه جنوبی، از یک ۶ فوت (۱٫۸ متر) مدل مقیاس برای اطمینان از تناسب اقامتگاه و کابین‌ها با چشم‌انداز. این اقامتگاه دارای یک «شومینه زمین‌شناسی» قابل توجه در اتاق تاریخ است، با سنگ‌هایی که از سقف تا کف به همان ترتیب لایه‌های زمین‌شناسی در امتداد مسیر فرشته روشن در پایین دیواره دره چیده شده‌اند.
کولتر که یک کمال گرا بود که سیگار می‌کشید، به پس زمینه و ویژگی‌های جذاب اهمیت می‌داد. او استراحت هرمیت را نوعی حماقت تصور کرد، گویی که توسط یک مرد کوهستانی منزوی به هم متصل شده‌است. هوپی هاوس بازاری برای صنایع دستی بومیان آمریکا بود که توسط صنعتگران هوپی در این سایت ساخته شده بود و از ماسه سنگی طراحی شده بود تا شبیه یک هوپی پوبلو باشد. (متأسفانه، تمیز کردن اخیر اثرات سن مصنوعی را از بین برد) برج مراقبت محصول سفر و تحقیق بود و او به اندازه کافی توجه داشت که کتابچه راهنمای مکتوبی برای راهنماها تهیه کند. نقاشی‌های اصلی داخل برج توسط هنرمند هوپی فرد کابوتیه بود. او همچنین بر روی نام پیشنهادی خود "فانتوم رنچ" (بر روی "مزرعه روزولت") اصرار داشت تا از تصاویر ذهنی بهتر استفاده کند.

## کارهای دیگر
شاهکار پیشگام کولتر ممکن است ال ناواهو در سال ۱۹۲۳ در گالوپ، نیومکزیکو باشد، که به دلیل ادغام آینده‌نگر طرحی با الهام از بومیان آمریکا در ساختمان سخت هنر دکو توسط معمار راه‌آهن سانتافه، AE هریسون، قابل توجه است. خلاقیت او شامل نقاشی‌های شنی ناواهو و قالیچه‌هایی با مبلمان حک شده و نقاشی شده با دست بود. طرح‌های اولیه حدود ۱۰۰ اتاق خواب و ۱۵ حمام مشترک را ترسیم می‌کردند که این سازه را قبل از تخریب آن از نظر فیزیکی منسوخ می‌کرد تا راه را برای گسترش مسیر ۷۷ در سال ۱۹۵۷، کمی قبل از مرگ کولتر باز کند. (او قبل از مرگش تخریب چند پروژه دیگر را دید که باعث ناامیدی او شد، «ممکن است خیلی طولانی زندگی کند.»)
مری کولتر خود هتل لاپوسادا در سال ۱۹۳۰ را شاهکار خود اعلام کرد. ساختمان پراکنده به سبک احیای استعمار اسپانیایی در وینسلو، آریزونا، «آخرین هتل بزرگ راه‌آهن ساخته شده در آمریکا» نامیده می‌شود. او معمار و طراح کل اقامتگاه بود، از ساختمان‌ها گرفته تا هکتارها باغ، مبلمان، چینی – حتی لباس خدمتکاران. در سال ۱۹۵۷ بسته شد و با کاهش طولانی، ابتدا یک ساختمان اداری بی‌نظیر دهه ۱۹۶۰ برای سانتافه بود، و سپس زمانی که مرکز ملی حفاظت تاریخی هتل را در فهرست سالانه «در معرض خطرترین» قرار داد، خالی بود.
آلن افلد در مورد شاهکار در حال انقراض شنید و در سال ۱۹۹۶ او و همسرش تینا میون، هنرمند، آن را خریداری کردند و به زودی بخش‌هایی از هتل را برای تجارت بازگشایی کردند. امروز موزه نقاشی‌های میون در طبقه دوم قرار دارد. آثار دن لوتزیک خط دادگاه مجسمه‌سازی. موزه ای از مسیر ۶۶ به انبار سابق می‌رود. محوطه و باغ‌ها که به عظمت اصلی و مورد نظر بازسازی شده‌اند، عناصر اصلی منطقه تاریخی لاپوسادا در فهرست ملی هستند.
کولتر در اواخر دوران حرفه ای خود، رستوران مجلل هاروی هاوس را در ایستگاه اتحادیه لس آنجلس در سال ۱۹۳۹ طراحی کرد. در زیر یک سقف قوسی دیدنی، یک طبقه خیره کننده به نظر می‌رسد زیگزاگ‌های تصادفی و هندسی است. از زاویه ای دیگر، این الگو یک پتوی ناواهو به طول بلوک است که از کاشی‌های مشمع کف اتاق ساخته شده‌است. اتاق غذاخوری افسانه‌ای و کوکتل‌لنج شیک و سبک استریم‌لاین مدرن تا سال ۲۰۱۸ به جز فیلم‌برداری‌های گاه به گاه و تورهای محافظه‌کاران لس آنجلس در قفل بودند. در ۴ اکتبر ۲۰۱۸، رستوران به عنوان شرکت آبجوی وسترن امپریال بازگشایی شد.
کمی قبل از بازنشستگی، کولتر در سال ۱۹۴۷ بازسازی مسافرخانه کویر نقاشی شده در پارک ملی جنگل سنگ‌شده آریزونا را انجام داد. در دوران رکود، یک مسافرخانه در سال ۱۹۲۲ توسط کارگران سپاه حفاظت غیرنظامی به سبکماموریت احیاء با استفاده از مواد محلی و نقوش بومیان آمریکا بازسازی شد. سپس کولتر بر طراوت نظارت کرد، طرح رنگی جدیدی ارائه کرد و هنرمند هوپی، فرد کابوتیه را مأمور ساخت نقاشی‌های دیواری در قسمت‌های غذاخوری کرد. کولتر با نشان دادن اینکه از مدرن هراسی ندارد، زمانی که شرایط به آن نیاز داشت، پنجره‌های شیشه‌ای را نصب کرد تا مناظر باشکوه را باز کند. این مسافرخانه که در سال ۱۹۶۳ بسته شد، از خطر تخریب جان سالم به در برد و در سال ۱۹۸۷ در فهرست ملی اماکن تاریخی ثبت شد. در سال ۲۰۰۶ بازگشایی شد و پس از طراحی مجدد کولتر به شکل ظاهری در حدود سال ۱۹۴۹ بازسازی شد.
کولتر خالق چینی میمبرنو و ظروف تخت برای خدمات ریلی پر زرق و برق سوپر رئیس شیکاگو-لس آنجلس بود که در سال ۱۹۳۶ توسط راه‌آهن سانتافه آغاز شد. کولتر که خود در آن زمان یک متخصص هنر هندی بود، طرح‌های خود را بر اساس الگوهای میمبرنو ۱۱۰۰ پس از میلاد که توسط دوستانش هریت و کورنلیوس کازگروو در خرابه سوارت‌ها در نیومکزیکو از سال ۱۹۲۴ تا ۱۹۲۷ حفاری شده بود، قرار داد. میمبرنو چین تا سال ۱۹۷۰ توسط شرکت سفال اونونداگا سیراکوز، نیویورک با نام تجاری شناخته شده آن، سیراکوز چین تولید می. خدمات غذاخوری لوکس سوپر رئیس و کلاس تجاری پس از تحویل قطار به امترک در می ۱۹۷۱ متوقف شد (امروزه رئیس جنوب غربی مسیر را پوشش می‌دهد). بعداً در همان سال، بشقاب‌ها و قطعات میمبرنو برای اولین بار در دسترس افراد عادی قرار گرفت و در دو عرضه عمومی بزرگ دور ریخته شد. راه‌آهن میمبرنو چین مشتاقانه و رقابتی جمع‌آوری می‌شود، با صفحات تک به قیمت صدها دلار به فروش می‌رسد (یک خط تولید مثل مجاز از سال ۱۹۸۹ فروخته شده‌است).

## میراث

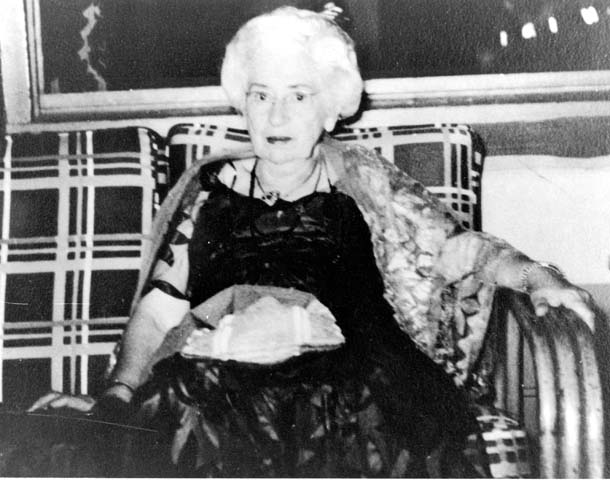
مری کولترِ ۸۰ساله، نشسته بر کاناپه (هتل لافوندا، سانتافه، نیومکزیکو)

کولتر در سال ۱۹۴۸ به سانتافه، نیومکزیکو بازنشسته شد. او مجموعه خود از سفال‌های بومیان آمریکا و آثار هندی را به پارک ملی مسا ورد اهدا کرد. چهار ساختمان پارک ملی گراند کانیون او در منطقه تاریخی ملی مری جین کولتر محافظت می‌شوند.